# Cisticole du désert
Cisticola aridulus
Espèce
Statut de conservation UICN

 LC  : Préoccupation mineure
La Cisticole du désert (Cisticola aridulus) est une espèce de passereaux de la famille des Cisticolidae.

## Répartition et sous-espèces
Selon la classification de référence du Congrès ornithologique international (14.2, 2025) :
- C. a. aridulus Witherby, 1900 — aire dissoute à travers le Sahel ;
- C. a. lavendulae Ogilvie-Grant & Reid, 1910 — aire dissoute à travers le nord de l'Afrique de l'Est ;
- C. a. tanganyika Lynes, 1930 — Kenya et Tanzanie ;
- C. a. lobito Lynes, 1930 — ouest de l'Angola ;
- C. a. perplexus White, 1947 — nord de la Zambie ;
- C. a. kalahari Ogilvie-Grant, 1910 — désert du Kalahari ;
- C. a. traylori Benson & Irwin, 1910 — est de l'Angola et ouest de la Zambie ;
- C. a. caliginus Clancey, 1955 — du sud du Mozambique à l'est de l'Afrique du Sud ;
- C. a. eremicus Clancey, 1984 — bande de Caprivi et zones co-latitudinales.